# Müller Ottó
Müller Ottó (Kassa, 1851 – Debrecen, 1929. április 22.) bölcseleti doktor, gazdasági tanintézeti tanár.

## Élete
Müller János és Past Friderika fia. Kassán végezte a főreáliskolát, majd 1870-ben gazdasági gyakorlat szerzése végett Württembergben Einsiedel nevezetű királyi birtokon egy évet töltött. 1871–1873-ban a magyaróvári gazdasági felsőbb tanintézetet végezte és három évet a lipcsei egyetemen töltött, ahol 1876-ban doktori oklevelet nyert. 1878-ban állami ösztöndíjasnak neveztetett ki a magyaróvári gazdasági akadémiára, ahonnét már májusban a keszthelyi intézethez helyeztetett át a növénytermelés és növénytan előadására. 1879-ben a filoxéra-ügynél nyert alkalmazást, 1881. januárban pedig a budapesti filoxéra kísérleti állomásnál segéd lett és ugyanazon év őszén a magyaróvári gazdasági akadémiára helyeztetett át, ahol a reá következő szemeszterben az erdészettan önálló előadásával megbízatván, 1883-ban mint véglegesen kinevezett segédtanár a juhászatot, éghajlattant, szőlőszet és kertészet előadását is átvette. Végül 1884-ben hasonló minőségben a debreceni gazdasági tanintézethez neveztetett ki, ahol a növénytant, növénykórtant, kertészetet, szőlőmívelést, erdészettant, a növénybonc- és élettant, hal- és baromfitenyésztést tanította és a magvizsgáló állomás vezetője volt.
Cikkei a szaklapokban jelentek meg.